# Norwegia na World Games 2017
Norwegię na World Games 2017 reprezentowało 26 zawodników: 17 kobiet i 9 mężczyzn. Nie zdobyli oni żadnego medalu.  

## Reprezentanci

### Kobiety
| Zawodniczka             | Konkurencja          | Kategoria        | Rezultat |
| ----------------------- | -------------------- | ---------------- | -------- |
| Maren Aardahl           | Piłka ręczna plażowa | kobiety          | 4.       |
| Katinka Blaasmo         | Piłka ręczna plażowa | kobiety          | 4.       |
| Rikke Granlund          | Piłka ręczna plażowa | kobiety          | 4.       |
| Regina Gulbrandsen      | Piłka ręczna plażowa | kobiety          | 4.       |
| Elisabeth Hammerstad    | Piłka ręczna plażowa | kobiety          | 4.       |
| Marrine Martinsen       | Piłka ręczna plażowa | kobiety          | 4.       |
| Andrea Ronning          | Piłka ręczna plażowa | kobiety          | 4.       |
| Anne Smistad            | Piłka ręczna plażowa | kobiety          | 4.       |
| Martine Welfler         | Piłka ręczna plażowa | kobiety          | 4.       |
| Ida Wernersen           | Piłka ręczna plażowa | kobiety          | 4.       |
| Rikke Juell Bugge       | Sumo                 | waga lekka       | repasaże |
| Rikke Juell Bugge       | Sumo                 | open             | 1/32     |
| Marte Elverum           | Trójbój siłowy       | waga ciężka      | 4.       |
| Heidi Hille Arnesen     | Trójbój siłowy       | waga ciężka      | 6.       |
| Kine Mardal             | Taniec sportowy      | tańce latynoskie | DNS      |
| Anne Ragnhild           | Taniec sportowy      | R 'n' roll       | 4.       |
| Andrine Benjaminsen     | Bieg na orientacje   | sprint           | 18.      |
| Andrine Benjaminsen     | Bieg na orientacje   | średni dystans   | 16.      |
| Andrine Benjaminsen     | Bieg na orientacje   | sztafeta         | DNS      |
| Ida Marie Naess Bjorgus | Bieg na orientacje   | sprint           | 10.      |
| Ida Marie Naess Bjorgus | Bieg na orientacje   | średni dystans   | 5.       |
| Ida Marie Naess Bjorgus | Bieg na orientacje   | sztafeta         | DNS      |

### Mężczyźni
| Zawodnik                | Konkurencja        | Kategoria          | Rezultat |
| ----------------------- | ------------------ | ------------------ | -------- |
| Steinar Berg            | Taniec sportowy    | R 'n' roll         | 4.       |
| Petter Engan            | Taniec sportowy    | tańce latynoskie   | DNS      |
| Kristoffer Eikeland     | trójbój siłowy     | waga ciężka        | DNS      |
| Daniel Eriksen          | Spadochroniarstwo  | Pilotowanie czaszy | 25.      |
| Barton Adrian Hardie    | Spadochroniarstwo  | Pilotowanie czaszy | 24.      |
| Jon Aukrust Osmoen      | Bieg na orientacje | sprint             | 33.      |
| Jon Aukrust Osmoen      | Bieg na orientacje | średni dystans     | 19.      |
| Jon Aukrust Osmoen      | Bieg na orientacje | sztafeta           | DNS      |
| Kim-Raino Roelvaag      | trójbój siłowy     | waga średnia       | 7.       |
| Stian Walgermo          | trójbój siłowy     | waga ciężka        | 7.       |
| Hakon Jarvis Westergard | Bieg na orientacje | sprint             | 19.      |
| Hakon Jarvis Westergard | Bieg na orientacje | średni dystans     | 20.      |
| Hakon Jarvis Westergard | Bieg na orientacje | sztafeta           | DNS      |

## Źródła
- Lista zawodników